# Саид ибн Зајд
Саид ибн Зајд (арапски: سعيد بن زيد‎; c.593–c.671), познат и по његовој куњи Абу'л-Аавар, био је пратилац (арапски: الصحابة) исламског пророка Мухамеда.

## Породица
Он је био син Зејда ибн Амра, из клана Ади Курејшија у Меки, и Фатиме бинт Баја из племена Хуза.‍:296 ‍:301Његов отац је убијен 605. године.‍:103‍:298
Сеид је имао више од тридесеторо деце са најмање једанаест жена.‍:298–299
1. Фатима бинт ел Хатаб, такође позната као Рамла или као Ум Џамил, која је била његова рођака и сестра Омара, другог калифа.
  1. Абдурахман Старији, који није оставио потомке по мушкој линији.
2. Џулејса бинт Сувејд.
  1. Зејд, који није оставио потомке по мушкој линији.
  2. Абдулах Старији, који није оставио потомке мушке лозе.
  3. Атика.
3. Умама бинт ел-Дуџејџ племена Гасан.
  1. Абдурахман Млађи, који није оставио потомке по мушкој линији.
  2. Омар Млађи, који није оставио потомке по мушкој линији.
  3. Ум-Муса.
  4. Ум ел-Хасан.
4. Хамза бинт Кајс из Мухариб ибн Фихр клана Курејшија.
  1. Мухамед.
  2. Ибрахим Млађи.
  3. Абдулах Млађи.
  4. Ум Хабиб Старији.
  5. Ум ел-Хасан Млађи.
  6. Ум Зејд Старији.
  7. Ум Селеме.
  8. Ум Хабиб Млађи.
  9. Ум Сеид Старији, који је умро за живота свог оца.
  10. Ум Зејд.
5. Ум ел-Есвед из племена Таглиб.
  1. Амр Млађи.
  2. Ел-Есвед.
6. Думк бинт ел Асбаг из племена Калб.
  1. Амр Старији.
  2. Талха, који је умро за живота свог оца и који није оставио потомке по мушкој линији.
  3. Зујла.
7. Бинт Курба, такође из племена Таглиб.
  1. Ибрахим.
  2. Хафса
8. Ум Халид, конкубина.
  1. Халид.
  2. Ум Халид, који је умро за живота свог оца.
  3. Ум ел Нуман.
9. Ум Башир бинт Еби Месуд ел-Енсари.
  1. Ум Зејд Старији.
10. Жена из племена Тај.
  1. Ум Зејд Млађа, супруга ел Муктар ибн Еби Убејда.
11. Друге конкубине.
  1. Аиша.
  2. Зејнеб.
  3. Ум Абдул Хавла.
  4. Ум Салих.

Сеид је описан као висок, длакав човек тамне коже.

## Прелазак у ислам
Постао је муслиман не касније од 614. године.‍:116‍:299
Његова супруга Фатима је такође била рано обраћена.‍:116 У почетку су чували своју тајну јер је Фатимин брат Омар био истакнути прогонитељ муслимана.‍:144,156 Хабаб ибн ел Арат често је посећивао њихову кућу и читао Куран Фатими.
Једног дана Омар је ушао у њихову кућу док је Хабаб читао и тражио да зна шта је "балдердаш". Када су негирали да је ишта прочитано, Омар је зграбио Сеида и срушио га на под. Фатима је устала да брани свог мужа, а Омар ју је тако снажно ударио да је крварила. Пар је признао да су муслимани. У тренутку када је видео крв, Омар је зажалио због онога што је учинио и замолио их да види што су читали. То је био део 20. суре Курана, Та-ха. Задивљен лепотом тих речи, Омар је одлучио да постане муслиман.‍:156–157‍:205–206

## Емиграција у Медину
Сеид се придружио општој емиграцији у Медину 622. године и најпре се настанио у кући Рифа ибн Абдул-Мунџира. Он је постао брат по исламу Рафи ибн Малика из клана Зурејк; али алтернативна традиција назива његовог брата по исламу Талха ибн Убејдулах.‍:165
Сеид и Талха су пропустили битку на Бедру зато што их је Мухамед послао напред као извиђаче да извештавају о кретању каравана Ебу Суфјана. Када су чули да су пропустили караван, вратили су се у Медину да би открили да су Мухамед и његова војска већ стигли до Бедра. Отишли су на Бедр и срели повратничку војску на Турбану. Међутим, Мухамед им је дао део плена као да су били присутни.‍:329
Сеид је учествовао у свим другим биткама у којима се Мухамед лично борио.‍:300
Он је служио као Мухамедов секретар и бележио је стихове Курана.

## За време калифа
Једном је био именован за гувернера Дамаска без свог пристанка. Писао је Ебу Убејди: "Не могу да понудим такву жртву. Ви ћете ићи у џихад док ја будем лишен тога. Молим вас, пошаљите неког другог да ме замени чим добијете ово писмо. Касније се борио као обичан војник у свим биткама исламске војске.
У време Муавије I био је гувернер Куфе.

## Смрт
Умро је 671. године (51 АХ) у Ел Акију током владавине Муавије I. Његово тело је пребачено у Медину и тамо сахрањено од Сада ибн Еби Векаса и Абдулаха ибн Омара.‍:300–301
Сеид је рекао да је Мухамед једном зајамчио Рај за десет људи који су тада били присутни и именовао их девет. Онда је наговестио да је десети човек он сам.‍:300 Ову причу о десет људи којима је обећан рај потврдио је још један од десеторице, Абдурахман ибн Авф.